# 네르바-안토니누스 왕조
네르바-안토니누스 왕조(Nerva–Antonine dynasty)는 네르바부터 콤모두스까지 이르는 7명의 로마 황제들로 이루어져 있다. 이들 중 실정을 거듭한 콤모두스를 제외한 네르바부터 마르쿠스 아우렐리우스까지의 다섯 명의 황제를 다섯 명의 현명한 황제 즉, 오현제(五賢帝)라고도 부른다. 이들 다섯 명의 황제는 로마 제국을 팽창시켜 최전성기를 이루었으나 말년에 콤모두스가 통치하기 시작하면서 로마는 쇠퇴하기 시작하였다. 또한 이들 오현제 시대이기에 네르바-안토니우스 왕조를 말할 땐 콤모두스를 제외하고 부르기도 한다. 에드워드 기번의 로마 제국 쇠망사의 시작은 이들의 재위 기간부터이다. 황제들은 다음과 같다.
- 네르바 (Marcus Cocceius Nerva, 96년 - 98년)
- 트라야누스 (Marcus Ulpius Nerva Traianus, 98년 - 117년)
- 하드리아누스 (Publius Aelius Traianus Hadrianus, 117년 - 138년)
- 안토니누스 피우스 (Titus Aurelius Fulvius Boionius Arrius Antoninus Pius, 138년 - 161년)
- 루키우스 베루스 (Lucius Verus, 161년 - 169년)
- 마르쿠스 아우렐리우스 (Marcus Aurelius Antoninus, 161년 - 180년)
- 콤모두스 (Marcus Aurelius Commodus Antoninus, 180년 - 193년)

## 사진

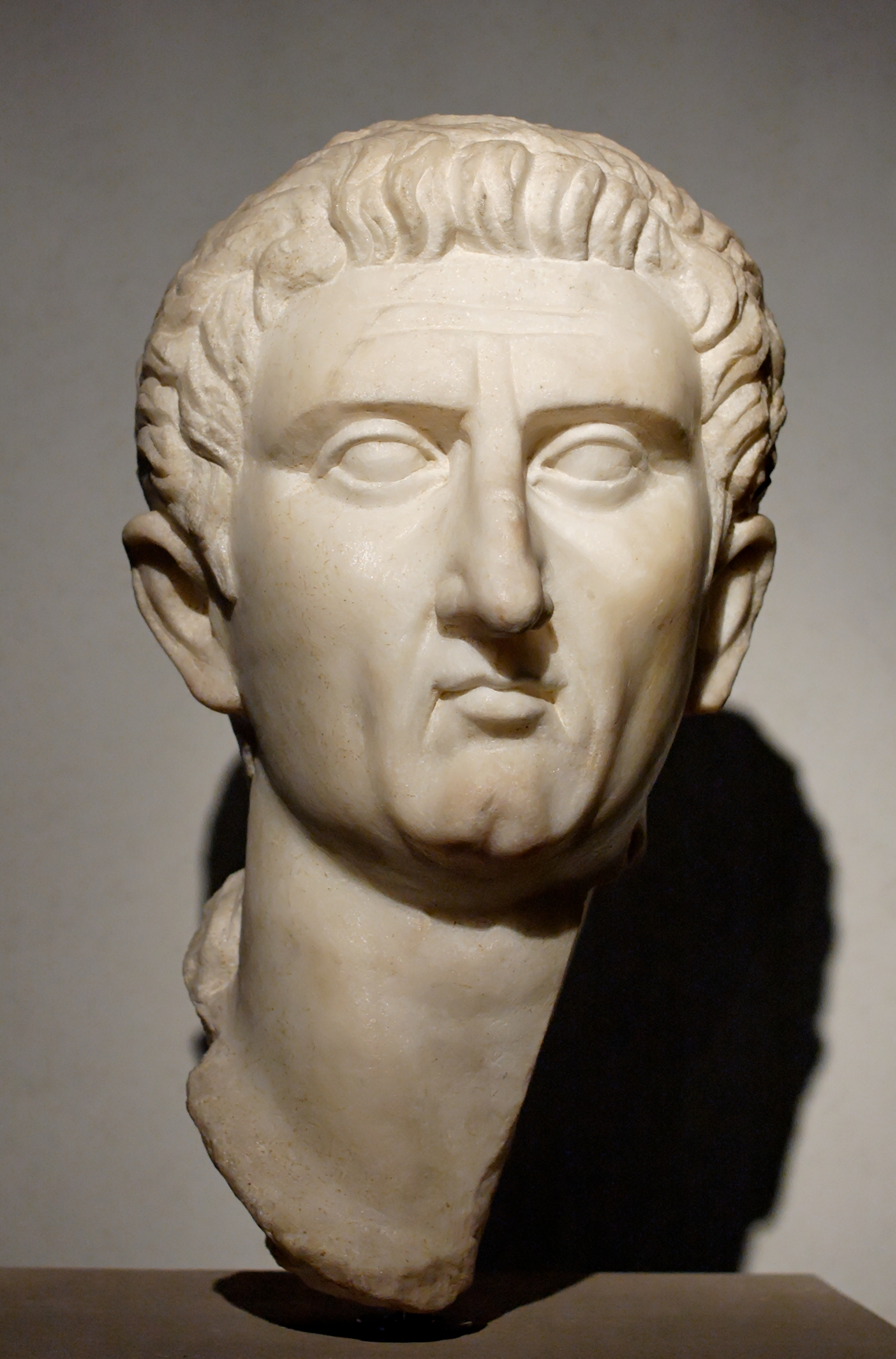
네르바
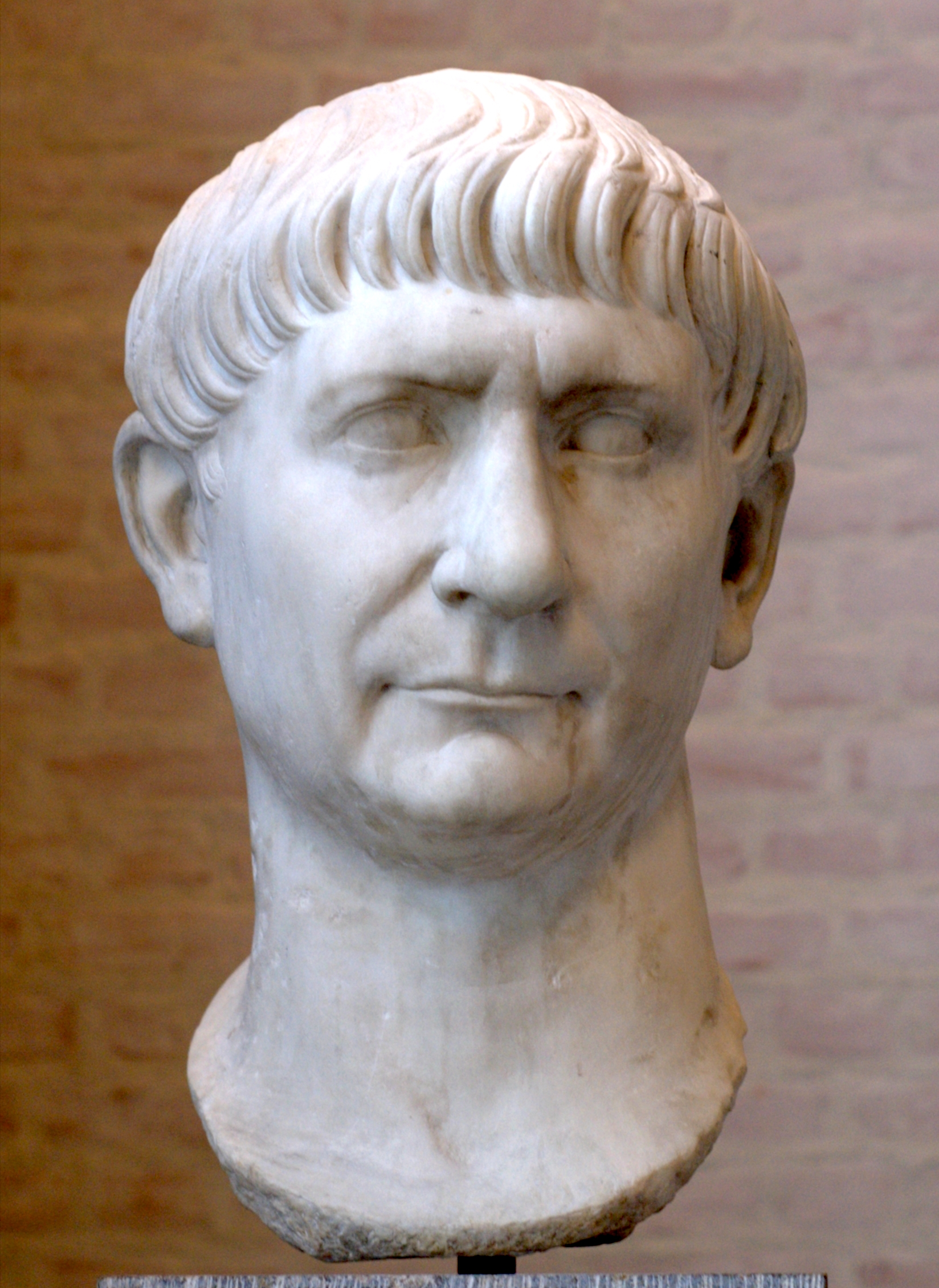
트라이아누스
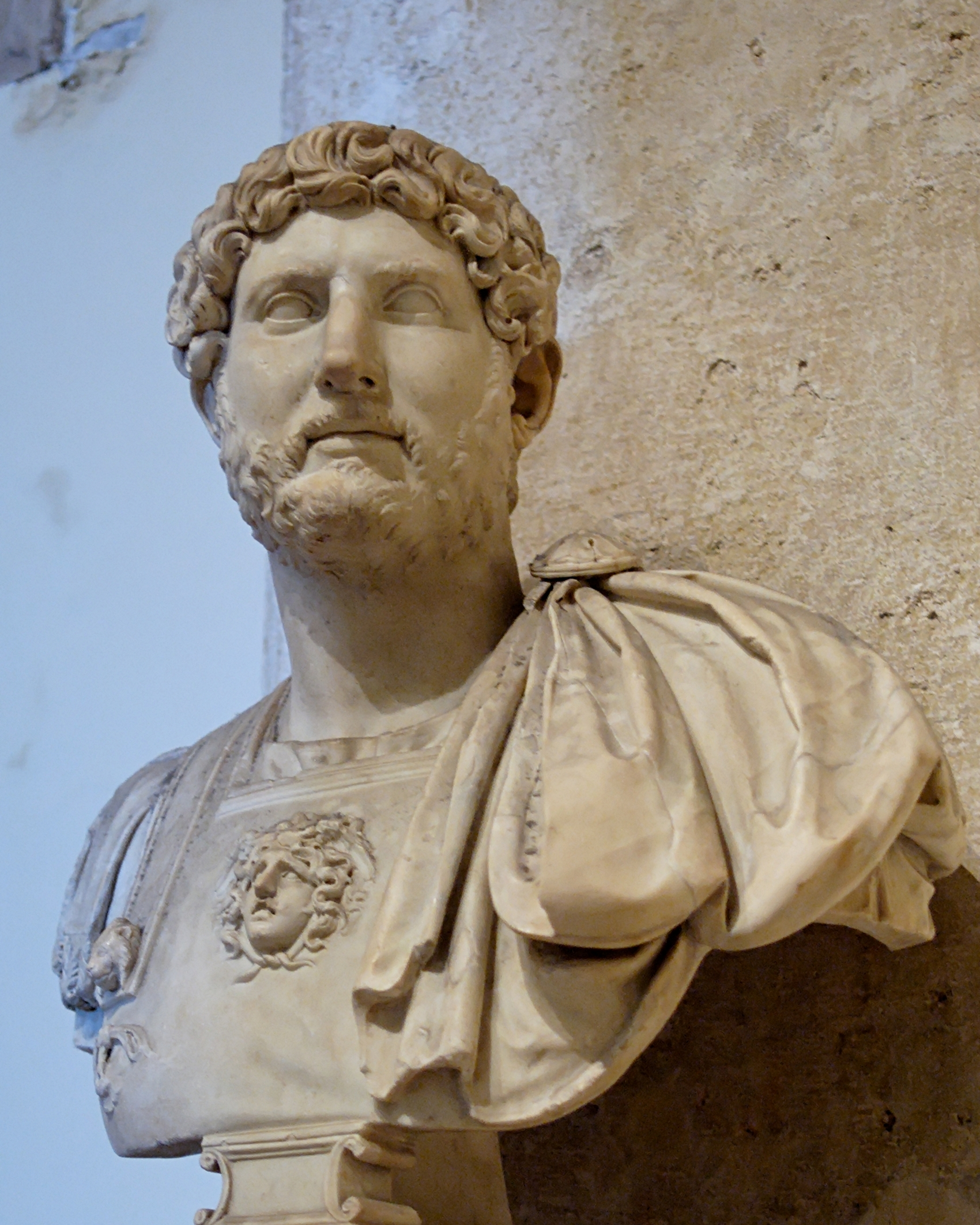
하드리아누스

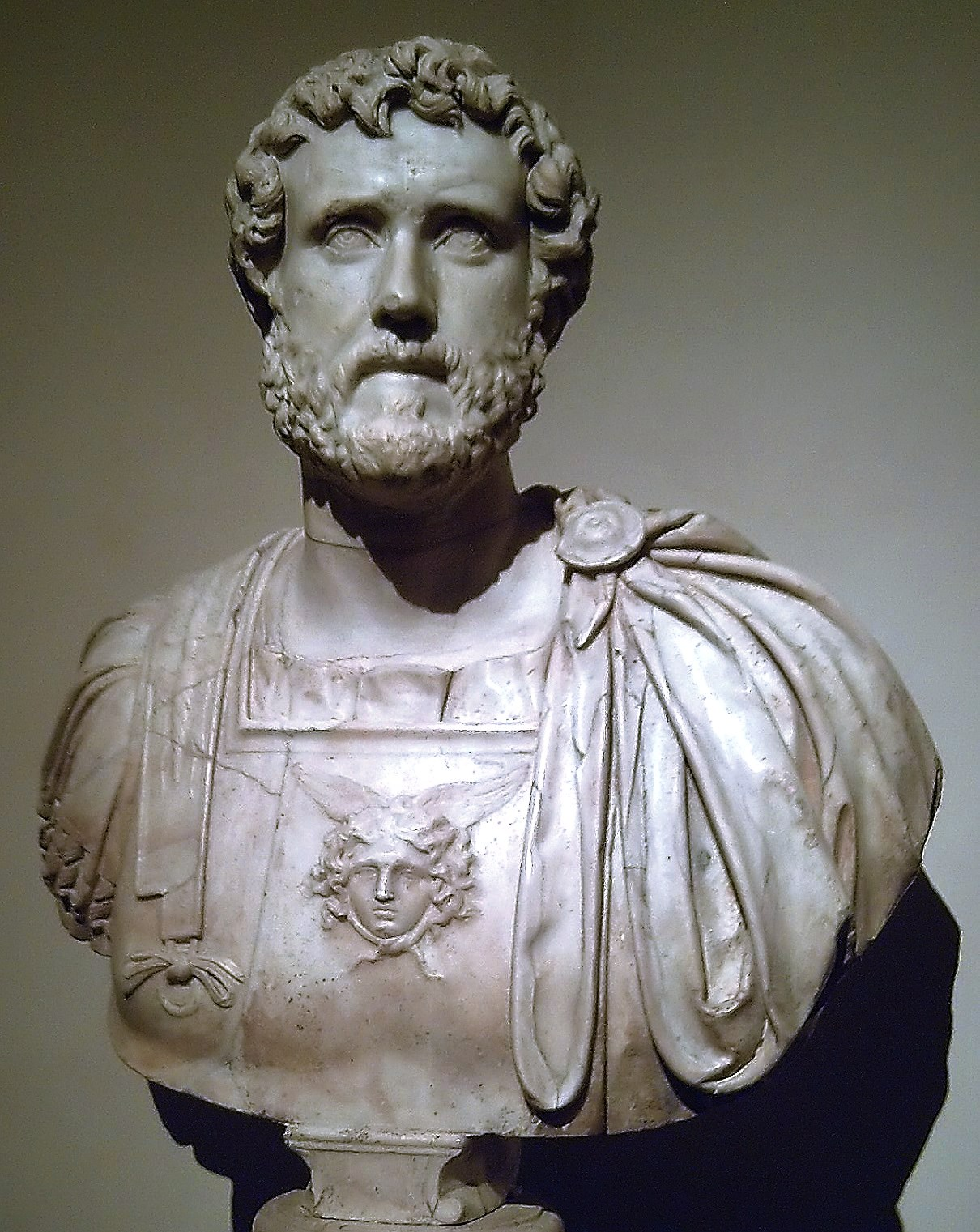
안토니누스 피우스
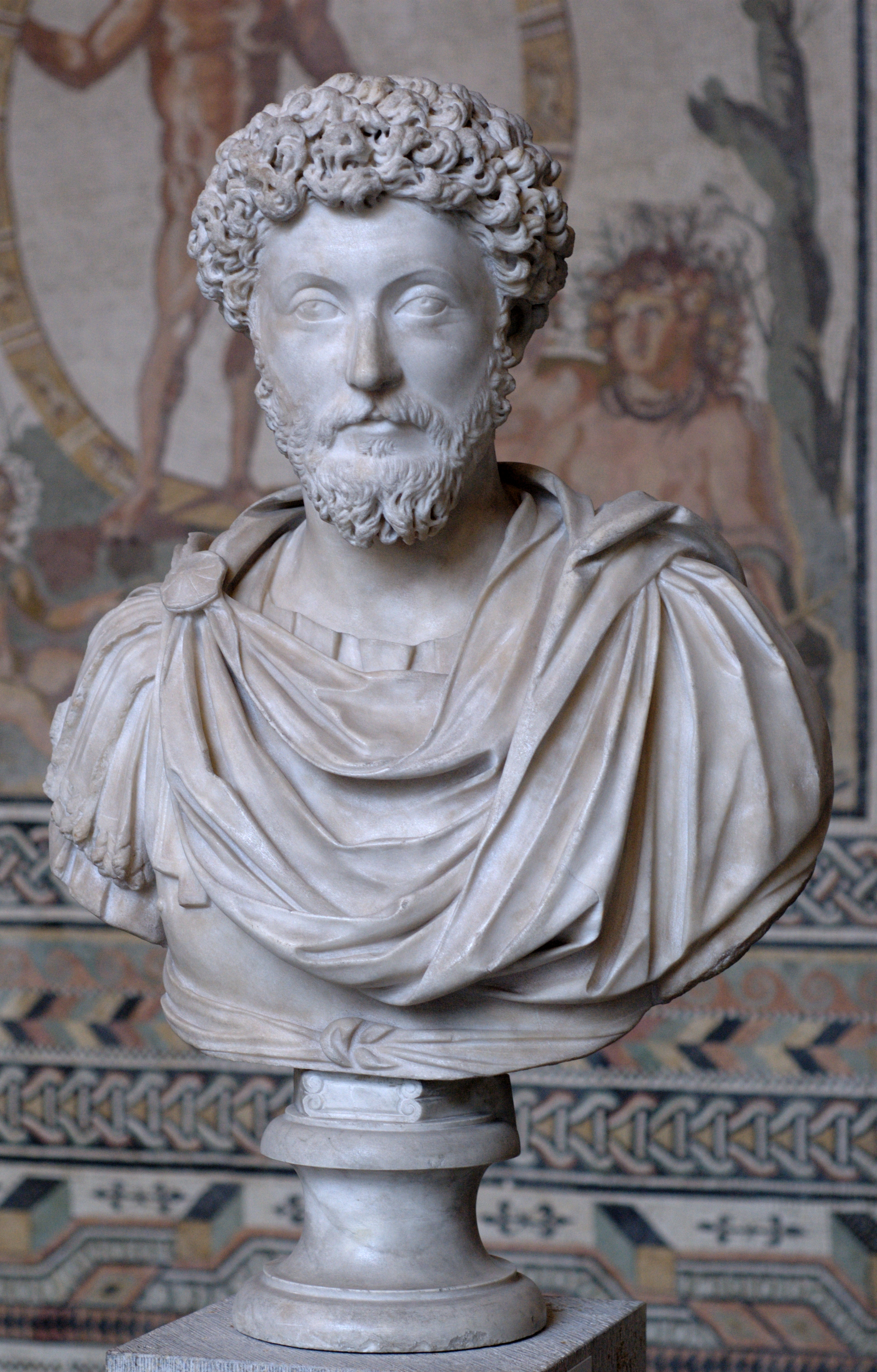
마르쿠스 아우렐리우스
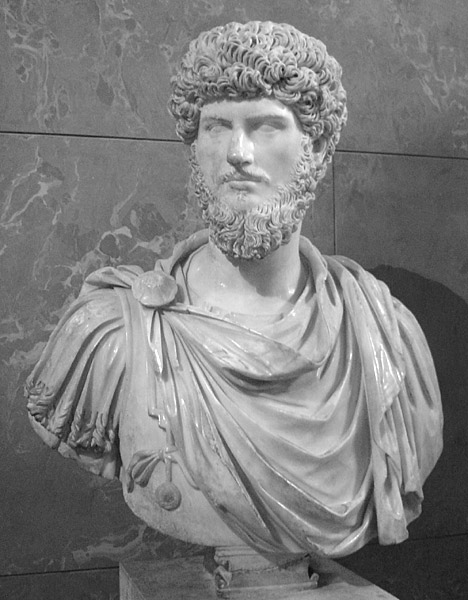
루키우스 베루스
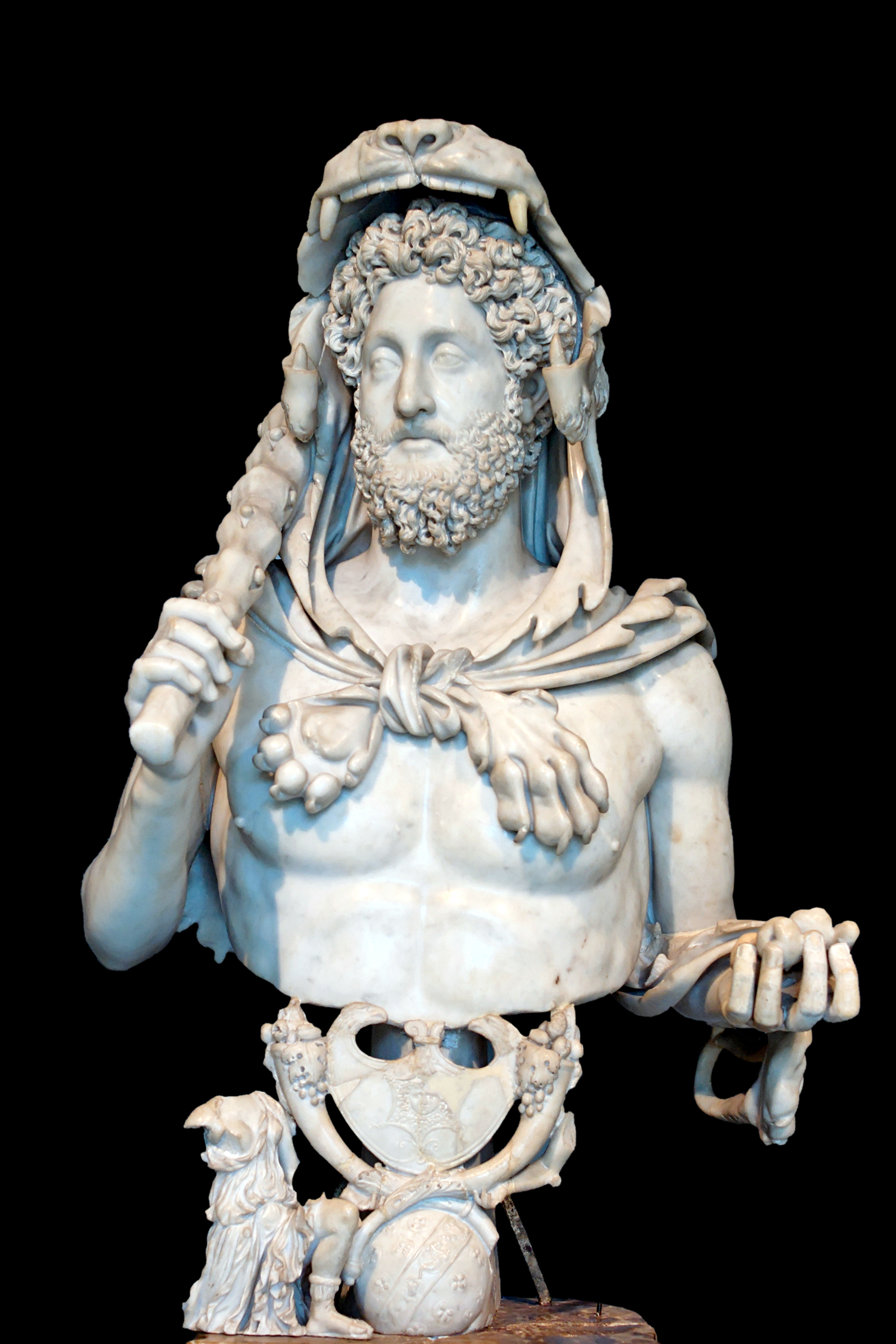
콤모두스

## 참고 문헌
- 에드워드 기번, 로마제국 쇠망사
- 시오노 나나미, 로마인 이야기